# مو الليثي
محمد علي "مو" الليثي (مواليد 13 ديسمبر 1972 وهو من أصل مصري ) هو محلل إستراتيجي للحملات السياسية الأمريكية. وهو ديمقراطي ، وقد شغل منصب المتحدث باسم " اللجنة الوطنية للحزب الديمقراطي" ، هيلاري كلينتون ، ومسؤولين ومنظمات ديمقراطية منتخبة أخرى. يشغل حاليًا منصب المدير التنفيذي لمعهد السياسة والخدمة العامة بجامعة جورج تاون . في عام 2016 ، أصبح مساهمًا سياسيًا في فوكس نيوز.

## روابط خارجية
- Elleithee مرات الظهور على سي-سبان